# Алимпич, Душан
Душан Алимпич (серб. Душан Алимпић; 4 января 1921, Бачка-Паланка — 2002) — югославский сербский общественно-политический деятель, председатель Союзной скупщины с 1984 по 1986 годы.

## Биография
Родился 4 января 1921 в Бачке-Паланке. С 1938 года член Молодёжного экономическо-культурного движения, с 1940 года секретарь Бачка-Паланского местного комитета Союза коммунистической молодёжи Югославии. Член Коммунистической партии Югославии с мая 1941 года, равно как и член партизанского антифашистского движения.
Осенью 1941 года Алимпич стал секретарём комитета КПЮ по Бачко-Паланскому району (срезу). В феврале 1942 года стал секретарём Нови-Садского городского комитета СКМЮ. С мая 1943 года командир роты при Сремском отряде, а также член Главного штаба НОАЮ в Воеводине, отвечавший за военно-политические связи в Среме и Бачке. С марта 1944 года комиссар 3-го Бачка-Бараньского партизанского отряда.
После войны работал в Службе государственной безопасности в Бачка-Паланке и Нови-Саде, а также в Секретариате внутренних дел СР Сербии. Возглавлял Нови-Садский комитет Социалистического союза рабочего народа, был секретарём срезского и городского комитета Союза коммунистов Сербии по Нови-Саду, депутатом Союзной скупщины и т.д. 24 декабря 1972 избран председателем Воеводинского покраинского комитета Союза коммунистов, в отставку ушёл 28 апреля 1981. С 1984 по 1986 годы председатель Союзной скупщины. Член ЦК Союза коммунистов Сербии, Президиума ЦК Союза коммунистов Югославии.
Награждён Партизанским памятным знаком 1941 года и Орденом Республики с золотым венком.
Умер в 2002 году.